# L'Ami de Monsieur
Pour plus de détails, voir Fiche technique et Distribution.
L'Ami de Monsieur est un court métrage français réalisé en 1935 par Pierre de Cuvier.

## Fiche technique
- Réalisation : Pierre de Cuvier
- Photographie : Géo Leclerc
- Production : Pathé-Natan, Films Lumière
- Producteurs : Louis Lumière, Bernard Natan
- Tournage : aux studios de la Victorine, 16 avenue Edouard Grinda, Nice
- Pays :  France
- Format : 35mm (positif & négatif), Noir & blanc, en relief (visionnable avec lunettes anaglyphes inventées par Louis Lumière)
- Genre : Comédie
- Durée : 31 minutes
- Longueur : 820 mètres
- Date de sortie à Paris : 30 avril 1936, au cinéma L'Impérial-Pathé

## Distribution
- Ginette Leclerc : Line
- Pierre Stephen : Hervé
- Gustave Hamilton : Chantecaille
- Robert Darthez
- Raymond Carrel